# NGC 4728
NGC 4728 (ook: NGC 4728A) is een elliptisch sterrenstelsel in het sterrenbeeld Hoofdhaar. Het hemelobject werd op 3 maart 1867 ontdekt door de Duits-Deense astronoom Heinrich Louis d'Arrest.

## Synoniemen
- MCG 5-30-98
- ZWG 159.87
- NPM1G +27.0384
- PGC 43455